# ユーパキディスカス
ユーパキディスカス（学名：Eupachydiscus）は、パキディスカス科に属するアンモナイト亜綱アンモナイト目の属。後期白亜紀のサントニアン期から中部カンパニアン期にかけて生息し、日本からも化石が産出する。直径60センチメートルに達する大型の個体も発見されている。

## 生息地
ユーパキディスカスの化石は世界で広く見られる。例えば、ユーパキディスカス・ハラダイ（E. haradai）は日本の北海道北部（道北）の下部カンパニアン階からレクトタイプ標本が採集されており、この他にもロシアの極東地域やカナダやアメリカ合衆国の太平洋沿岸域（同じく中部カンパニアン）、マダガスカル（下部カンパニアン）から化石が産出している。また、E. isculensis はフランスやスペインやイタリアで発見されている。
日本では E. haradai や E. lamberti や E. teshioensis が北海道で産出している。熊本県天草市の旧御所浦町でも姫浦層群下部亜層群で未定種のユーパキディスカスが産出しており、御所浦白亜紀資料館には直径60センチメートルに達する巨大な個体が所蔵されている。

## 特徴
螺環の巻きは密で、へそは狭く深い。へその周辺からは丸みを帯びた長肋が卓越し、その間に複数本の細肋が並んでいる。肋は緩やかに前方へ曲がった後、凸状のアーチを描くように湾曲する。へその肩で長肋は盛り上がって突起をなす。また肋は成長につれて太くかつ鈍くなり、成長末期段階ではほぼ平坦化する。

## 主な種

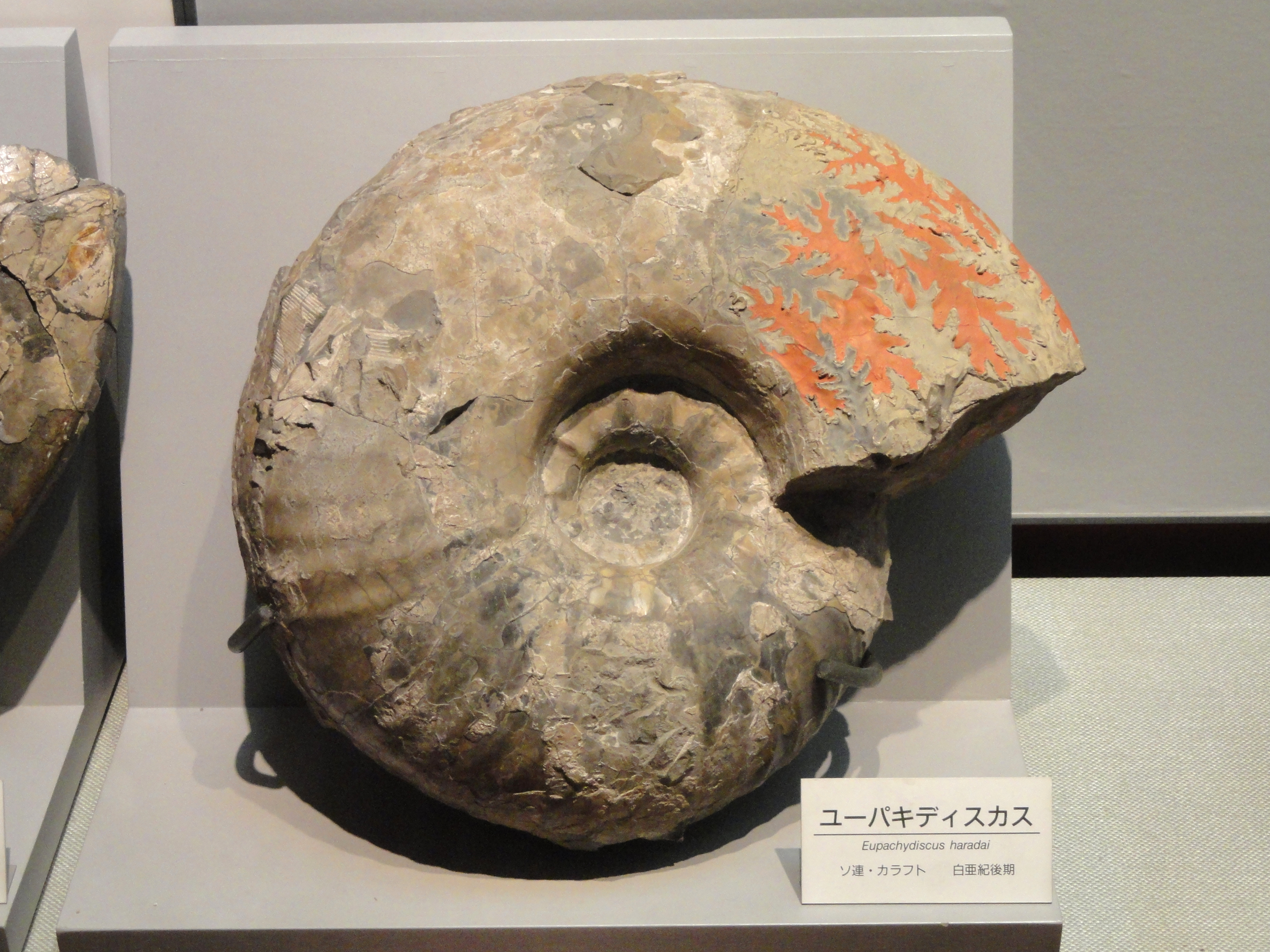
大型の E. haradai。大阪市立自然史博物館

E. haradai
螺環断面はやや幅広の準円形。成年殻は直径30センチメートル以上に成長する大型の種である。メヌイテス属の M. naumanni と類似するが、E. haradai は成長末期段階の肋の本数がより少ない点と、成長中期段階の螺環の幅が狭い点で特徴づけられる。
E. haradai のレクトタイプ標本は、北海道北部のアベシナイ地域の石灰質コンクリーションから採集された。コンクリーションの起源の層準は定かになっていないが、殻のアラゴナイトの保存状態から、下部カンパニアン階にあたる蝦夷層群のオソウシナイ層の上部の砂質泥岩に由来すると推測されている。
松本達郎はパキディスカス属の Pachydiscus perplicatus とファゲシア属の Fagesia klamathensis を E. haradai のシノニムとして扱っており、後続の研究者からも支持されている。
E. lamberti
螺環断面はやや幅が狭い準円形で、特に成長するにつれて幅が狭くなる。また長肋の形成するへその肩の突起は E. haradai のものよりも鋭利になっているほか、成長に伴う肋の密集は見られない。
フランスの古生物学者Collingtonがマダガスカル産の化石に基づいて記載・命名した種である。北海道では天塩・中川地域で大曲層から産出しており、その上位の層準であるオソウシナイ層から産出する E. haradai よりも古い時代の種であることが示唆される。